# Aspatha gularis
Aspatha gularis là một loài chim trong họ Momotidae.